# Anarchy Reigns
Anarchy Reigns, conhecido no Japão como Max Anarchy (マックス アナーキー, Makkusu Anākī) é um jogo eletrônico de beat 'em up em mundo aberto desenvolvido pela PlatinumGames e publicado pela Sega para PlayStation 3 e Xbox 360. Ele é uma sequência de MadWorld para Wii, de 2009, e foi lançado no Japão em 5 de julho de 2012, na América do Norte em 8 de janeiro de 2013, na Austrália em 10 de janeiro de 2013 e na Europa em 11 de janeiro de 2013.

## Jogabilidade
O jogador controla um de diversos lutadores, cada um usando seu próprio leque de movimentos para derrotar seus oponentes. O jogador também pode lutar contra outros jogadores online no modo multijogador. O jogo inclui histórias separadas para dois personagens: a campanha "Black Side", estrelando o protagonista de MadWorld Jack Cayman, e a campanha "White Side", estrelando o novo personagem Leonhardt "Leo" Victorion. As histórias ocorrem paralelamente e intersecções ocorrem em vários pontos antes de convergir em uma campanha "Red Side", desbloqueada depois de completar ambas.

## Enredo

### Personagens
O jogo inclui dezessete personagens jogáveis e um personagem adicional disponível através de conteúdo para download. Entre eles está o protagonista de MadWorld, Jack Cayman, um agente da Chaser Guild que deve encontrar o fugitivo Maximilian Caxton. Competindo com Jack para encontrar e capturar Max está a antiga equipe de Max, a unidade Strike One, formada pelo líder Nikolai Dmitri Bulygin, a agente Sasha Ivanoff e o agente Leonhardt "Leo" Victorion. Bem como Jack, diversos outros personagens de MadWorld aparecem no jogo, incluindo o antigo inimigo final Blacker Baron e sua assistente Mathilda, o touro ciborgue Big Bull Crocker e a membro do clã Crimson Dragons, Rin Rin. Outros personagens jogáveis incluem as irmãs de Rin Rin, Fei Rin e Ai Rin, os ciborgues caçadores de tesouros Durga e Garuda, o ninja cibernético Zero, o vendedor de tralhas Edgar Oinkie, o caçador mutante Douglas Williamsburg e o mecanóide de produção em massa Gargoyle. A herói titular do jogo Bayonetta também é jogável através de conteúdo para download.

## Recepção
O jogo recebeu análises "mistas ou medianas" de acordo com o agregador de críticas Metacritic, tanto em sua versão para PlayStation 3, que recebeu uma média agregada de 71 de 100, quanto em sua versão para Xbox 360, que por sua vez recebeu uma média agregada de 73 de 100.
Mark Walton da GameSpot elogiou o combate satisfatório do jogo mas criticou sua história, missões repetitivas para um jogador, falta de fluidez no combate, visuais decepcionantes e texturas e ambientes repetitivos, bem como design de personagens genérico, descrevendo a maior parte dos personagens como "caras musculosos de videogames ou mulheres excessivamente sexualizadas." Chris Carter da Destructoid elogiou a trilha sonora e a grande variedade de personagens jogáveis, permitindo muitos tipos de jogo diferentes para o jogador. Entretanto, ele criticou a impossibilidade de jogar multijogador com a tela dividida. Ele também disse que o combate tinha nuances e poderia ser um pouco complicado para iniciantes, mas fãs de luta deveriam encontrar tudo que procuram com Anarchy Reigns. Mitch Dyer da IGN elogiou o conceito do multijogador, mas criticou o design frustrante das missões que leva a repetição, a história fraca e decepcionante, o tom inconsistente, o mundo vazio, bem como a quantidade de problemas técnicos, como problemas com a taxa de quadros e visuais fracos. Rich Stanton da Eurogamer elogiou a jogabilidade satisfatória e o multijogador, mas criticou a câmera e os estilos de luta que apesar de serem variados compartilham as mesmas fundações visuais. No Japão, a Famitsu deu uma nota de 36 de 40 para o jogo.
Anarchy Reigns foi um fracasso comercial no Japão, vendendo pouco mais de 25 mil cópias em sua semana de lançamento e com sua versão para PlayStation 3 sendo apenas o oitavo jogo mais vendido da semana e sua versão para Xbox 360 não passando da 28ª posição. Ele foi o último projeto desenvolvido pela PlatinumGames a ser publicado pela Sega.